# HD 49933
HD 49933 är en ensam stjärna belägen i den mellersta delen av stjärnbilden Enhörningen. Den har en skenbar magnitud av ca 5,78 och är svagt synlig för blotta ögat där ljusföroreningar ej förekommer. Baserat på parallaxmätning inom Hipparcosuppdraget på ca 33,7 mas, beräknas den befinna sig på ett avstånd på ca 97 ljusår (ca 30 parsek) från solen. Den rör sig närmare solen med en heliocentrisk radialhastighet på ca -15 km/s.

## Egenskaper
HD 49933 är en gul till vit  stjärna i huvudserien av spektralklass F2 V. Den har en massa som är ungefär lika med en solmassa, en radie som är lika med ca 1,4 solradier och har ca 3,5 gånger solens utstrålning av energi från dess fotosfär vid en effektiv temperatur på ca 6 600 K.
HD 49933 är en solliknande stjärna. Dess ytmagnetiska aktivitet liknar vad som kan observeras på solen. Magnetiska fenomen, som verkar vara stjärnfläckar och motsvarar solfläckar på solen, har observerats på ytan med hjälp av asteroseismologi. Den har en följeslagare av magnitud 11,3 med gemensam egenrörelse och med en vinkelseparation av 5,9 bågsekunder, vilket kan göra dem till en dubbelstjärna om paret är gravitationsbundet.